# Roztrój
Roztrój – układ w „młynek” trzech takich samych elementów lub części tworzących całość, najczęściej w postaci triskelionu, ale zazwyczaj elementy składowe mogą być oddzielne. Układ roztroju wykorzystywany jest głównie w heraldyce oraz ornamentalistyce. Kompozycja może tworzyć ornament lub inny układ graficzny.

Herb Uniejowa
Herb Mogilna
Herb Węgrowa
Herb Zakliczyna
Herb Dukli
Herb Sycowa
Herb Brzegu
Herb Głogówka
Stary herb Piławy Górnej
Herb gminy Zaręby Kościelne
Zaremba (herb szlachecki)
Rola (herb szlachecki)
Trąby (herb szlachecki)
Herb gminy Nieborów
Herb Skierniewic
Herb gminy Piątek
Anzelieri
Herb Bierutowa
Herb Piask

Jednak nie każde trzy elementy tworzą roztrój. Przykładem może być herb Jordanowa:

Herb Jordanowa